# Texas Giant
Texas Giant é uma montanha-russa que está localizada no original parque temático Six Flags over Texas, que se encontra no estado americano do Texas. Uma das várias montanhas-russas de madeira de grandes dimensões, construída no tempo, isto é apenas uma, que continua a executar bem.

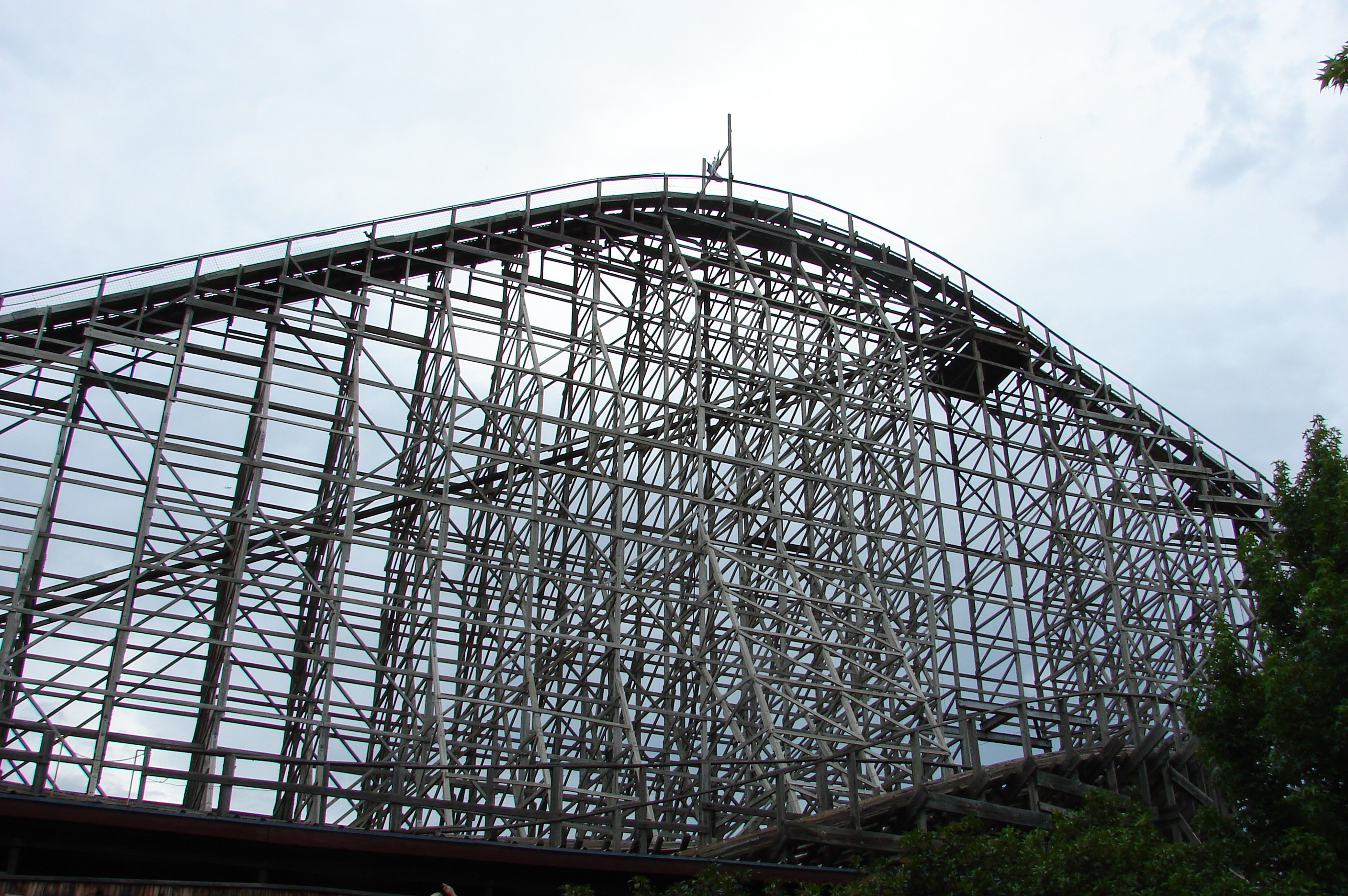
Texas Giant

Para construir esse monstro, empreiteiros utilizaram 900.000 pés cúbicos de madeira serrada, derramaram 1.220 pilares de concreto, martelaram 10 toneladas de pregos e parafusos de rosca, cerca de 81.370 no total. O custo total estimado para a construção da Texas Giant era de cinco milhões e meio de dólares.
Desde sua estréia em 17 de março de 1990, Texas Giant deixou sua marca no rolo de livros de história russa. Texas Giant classificou consistentemente como uma das montanhas-russas de madeira no topo do mundo. Em 1996, o ano internacional da montanha-russa é classificado número 1 no mundo. Os editores de diversões Hoje, os membros do National Amusement Park Historical Association e os leitores do Inside Track, são todos os que votaram como a montanha-russa de madeira Número 1.